# ブリジット・コスゲイ
ブリジット・コスゲイ（Brigid Jepscheschir Kosgei、1995年2月20日 - ）は、ケニアの陸上競技選手。専門は長距離走。

## 人物
ケニア・エルゲーヨ=マラクウェト・カプスワール出身。
2015年にポルト（ポルトガル）で開催されたポルトマラソンに出場したのがマラソンデビューである。このポルトマラソンでコスゲイは2時間47分59秒のタイムで優勝した。
2018年のシカゴマラソンでコスゲイは雨中のレースを制して2時間18分35秒のタイムで優勝した。
2019年のロンドンマラソンで、コスゲイは同国人のビビアン・チェルイヨットらを抑えて2時間18分20秒のタイムで優勝した。2019年世界陸上競技選手権大会は出場せず、2年連続で10月13日のシカゴマラソンに出場し、このレースでポーラ・ラドクリフ（イングランド）が2003年に樹立した2時間15分25秒の女子マラソン世界記録を16年ぶりに更新する2時間14分04秒の世界新記録を樹立した。

## マラソン世界記録
- 2時間14分04秒：2019年10月13日 シカゴマラソン

|            | 5km   | 10km  | 15km  | 20km    | ハーフ  | 25km    | 30km    | 35km    | 40km    | ゴール  |
| ---------- | ----- | ----- | ----- | ------- | ------- | ------- | ------- | ------- | ------- | ------- |
| タイム     | 15:28 | 31:28 | 47:26 | 1:03:27 | 1:06:59 | 1:19:33 | 1:35:18 | 1:51:14 | 2:07:11 | 2:14:04 |
| スプリット | 15:28 | 16:00 | 15:58 | 16:01   |         | 16:06   | 15:45   | 15:56   | 15:57   | 6:53    |

## マラソン成績
| 年月    | 大会名               | タイム  | 順位 | 備考                |
| ------- | -------------------- | ------- | ---- | ------------------- |
| 2015.11 | ポルトマラソン       | 2:47:59 | 優勝 |                     |
| 2016.04 | ミラノシティマラソン | 2:27:45 | 優勝 |                     |
| 2016.10 | リスボンマラソン     | 2:24:45 | 2位  |                     |
| 2016.12 | ホノルルマラソン     | 2:31:11 | 優勝 |                     |
| 2017.04 | ボストンマラソン     | 2:31:48 | 8位  |                     |
| 2017.10 | シカゴマラソン       | 2:20:22 | 2位  |                     |
| 2017.12 | ホノルルマラソン     | 2:22:15 | 優勝 |                     |
| 2018.04 | ロンドンマラソン     | 2:20:13 | 2位  |                     |
| 2018.10 | シカゴマラソン       | 2:18:35 | 優勝 | 世界歴代7位（当時） |
| 2019.04 | ロンドンマラソン     | 2:18:20 | 優勝 | 世界歴代7位（当時） |
| 2019.10 | シカゴマラソン       | 2:14:04 | 優勝 | 世界記録            |
| 2020.10 | ロンドンマラソン     | 2:18:58 | 優勝 |                     |